# Rick Kruys
Rick Kruys (* 9. května 1985, Utrecht, Nizozemsko) je nizozemský fotbalový záložník hrající v současné době za klub SBV Excelsior. Mimo Nizozemska hrál ve Švédsku.

## Klubová kariéra
Rick Kruys začal s profesionálním fotbalem v klubu ze svého rodného města FC Utrecht. V srpnu 2008 odešel do švédského klubu Malmö FF, se kterým vyhrál v roce 2010 Allsvenskan (švédskou nejvyšší ligu). V sezóně 2011/12 hostoval v FC Volendam.
V červenci 2012 se vrátil do Nizozemska a podepsal smlouvu s klubem SBV Excelsior.

## Reprezentační kariéra
Hrál na domácím Mistrovství světa hráčů do 20 let 2005 v Nizozemsku, kde jeho tým vypadl ve čtvrtfinále proti Nigérii v penaltovém rozstřelu.